# Cattleya schroederae
Cattleya schroederae är en orkidéart som först beskrevs av Heinrich Gustav Reichenbach, och fick sitt nu gällande namn av Henry Frederick Conrad Sander. Cattleya schroederae ingår i släktet Cattleya och familjen orkidéer. Inga underarter finns listade i Catalogue of Life.

## Bildgalleri

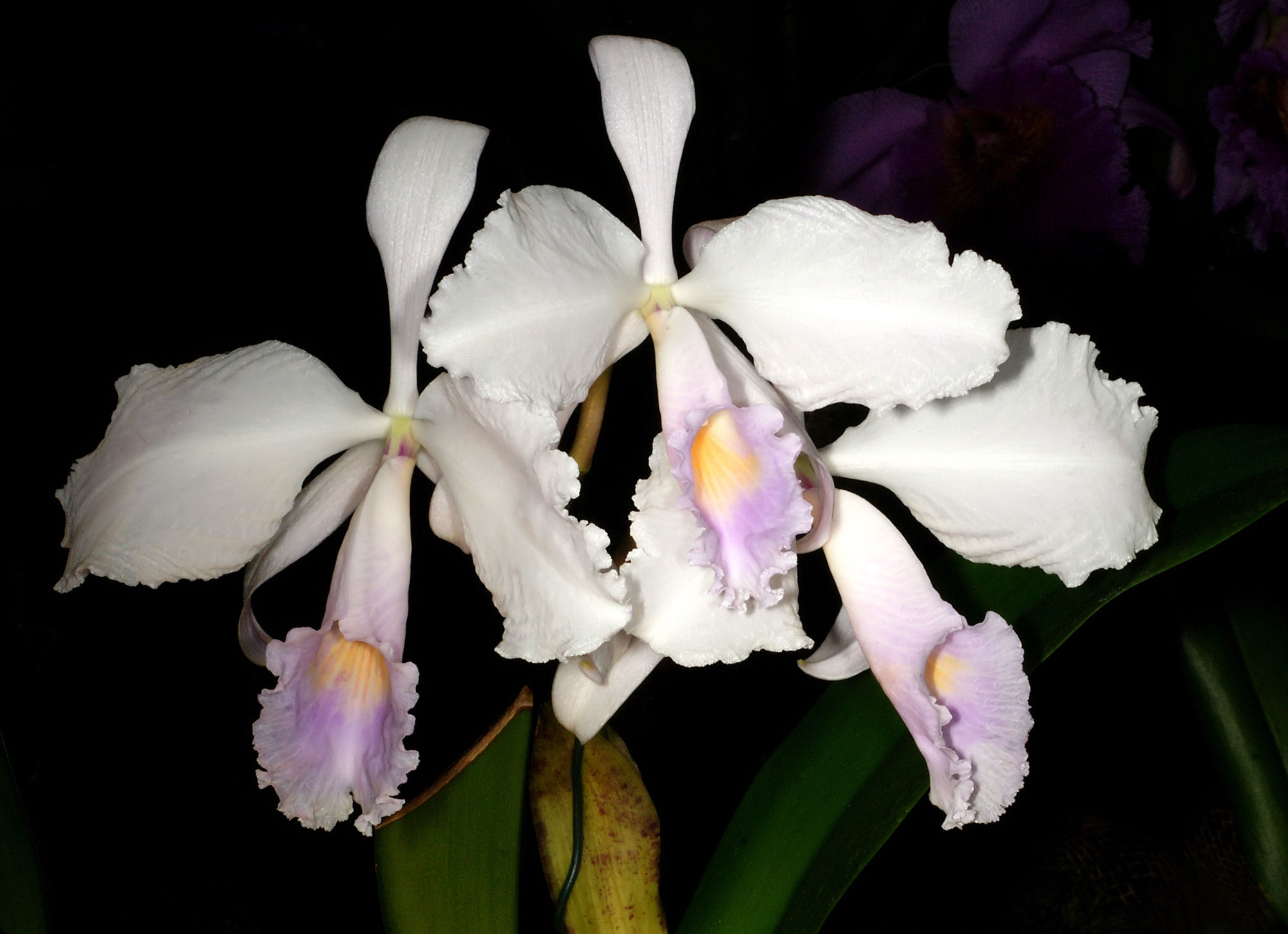
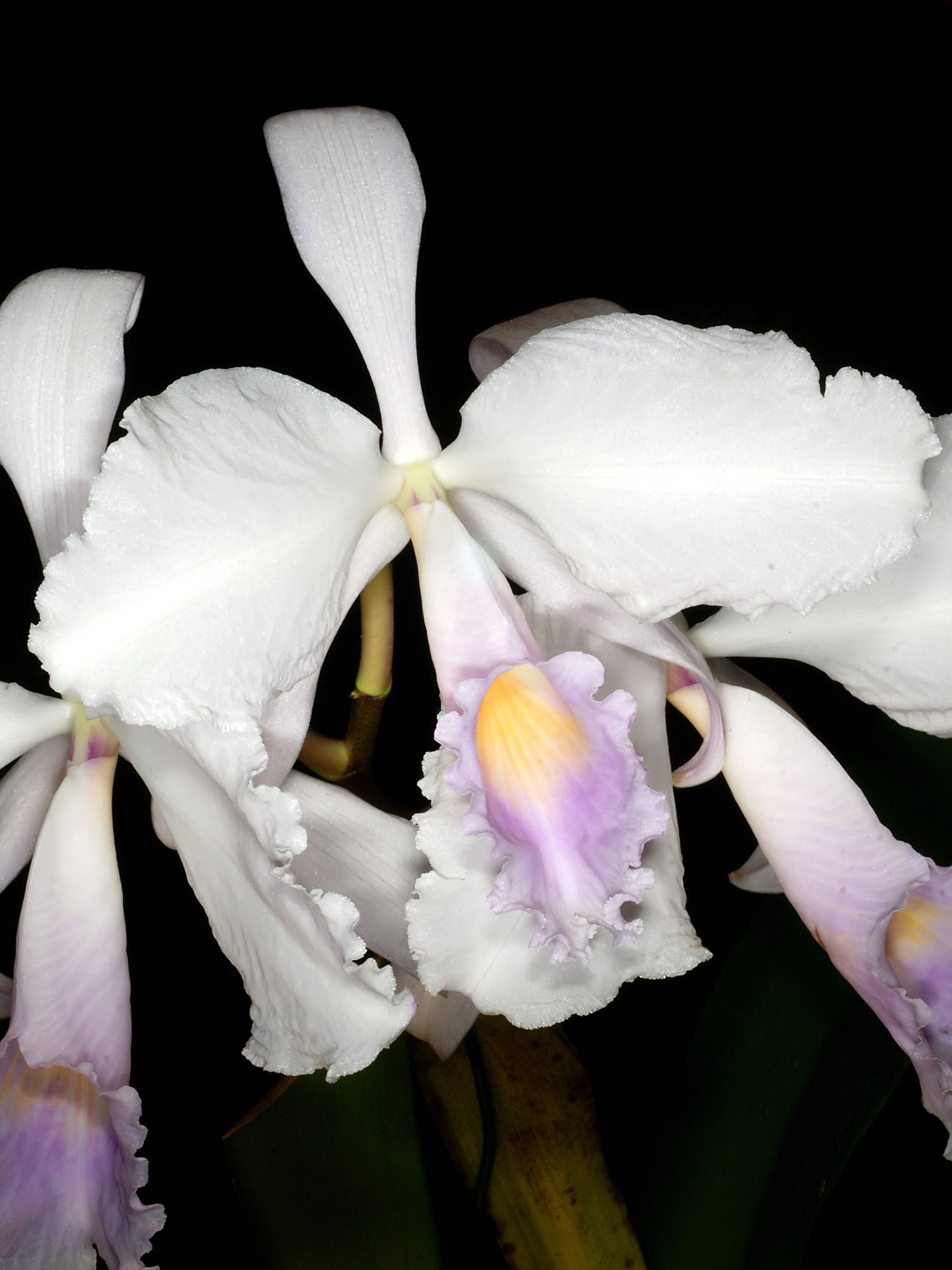
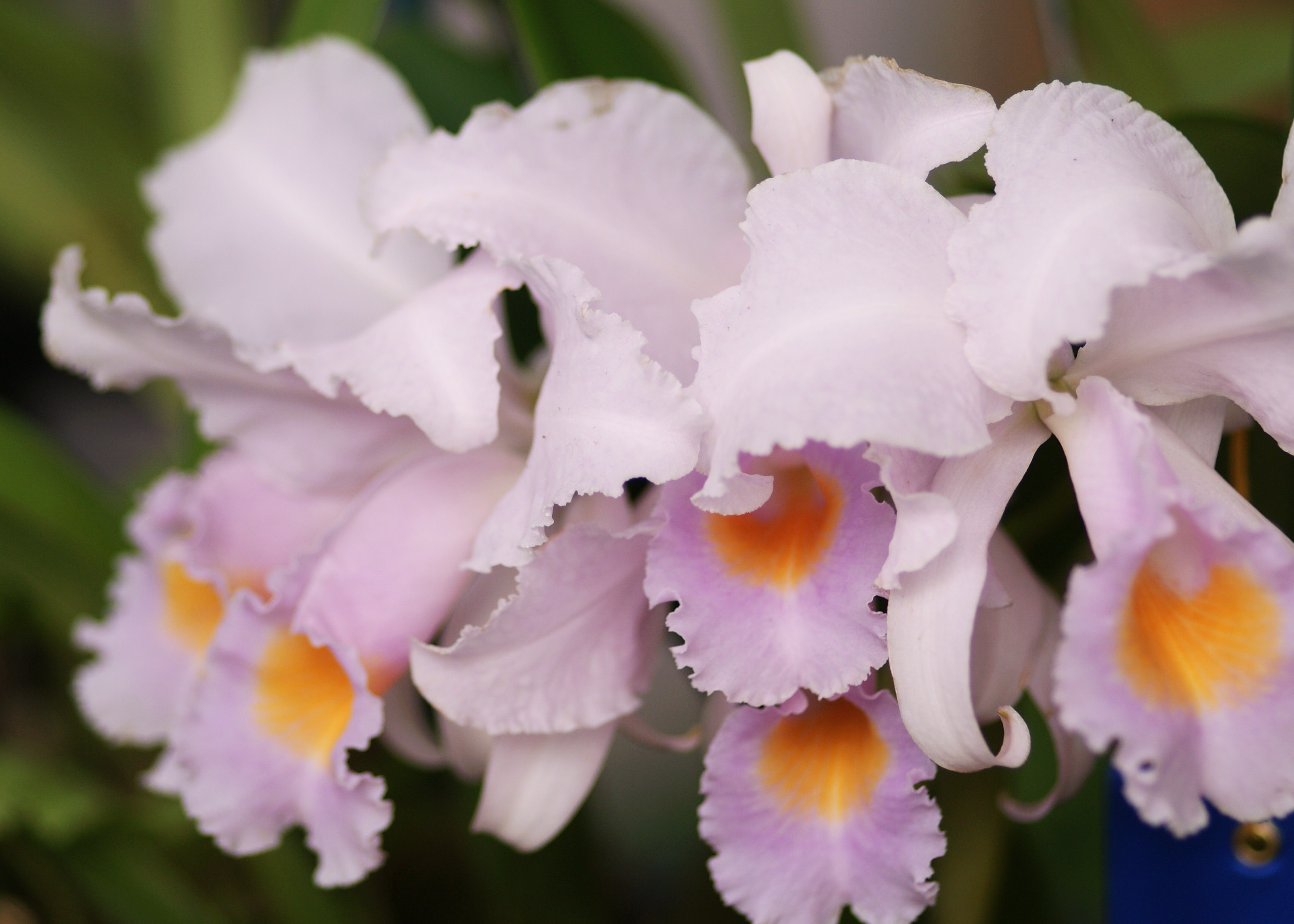
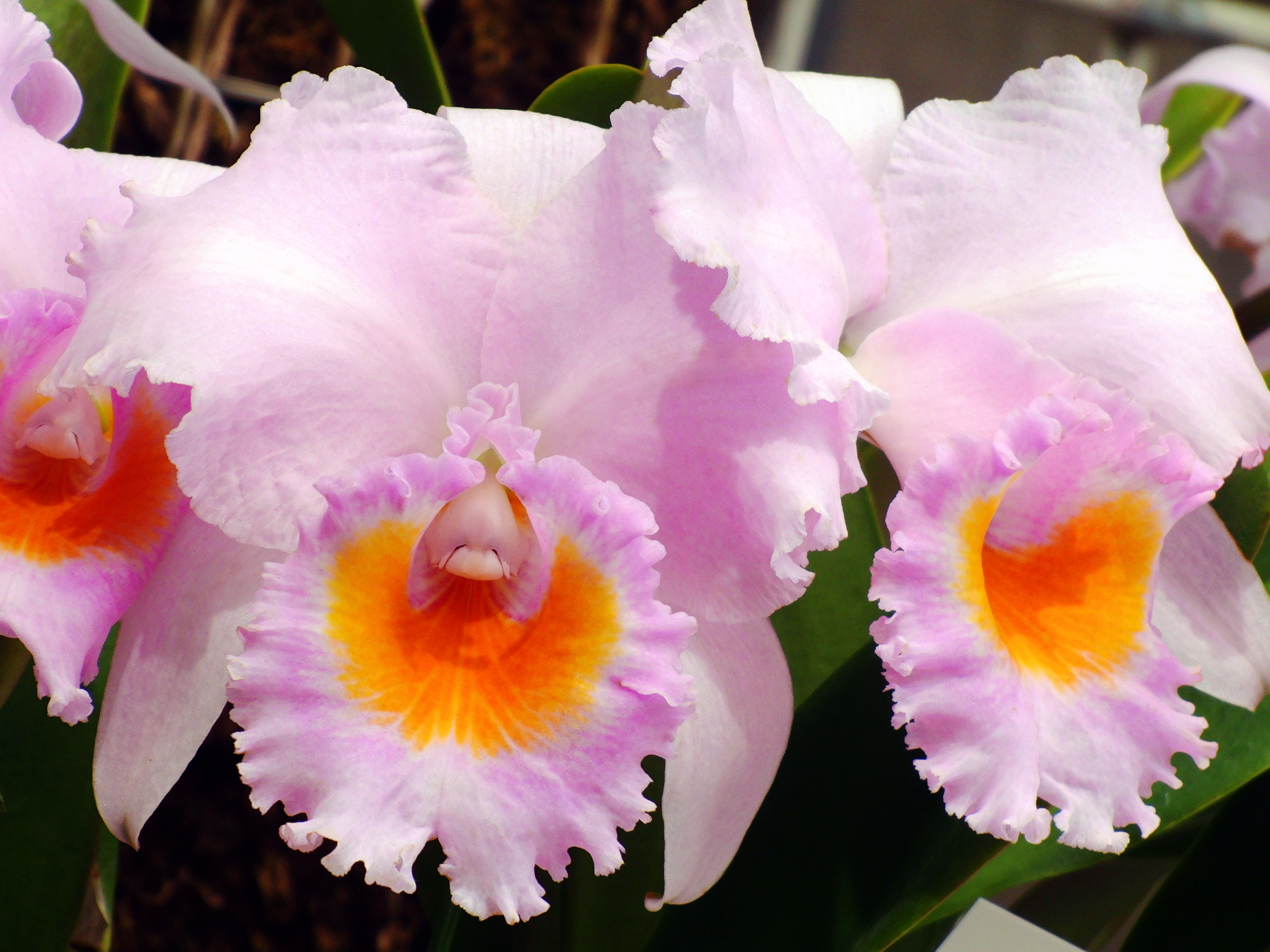